# Шмихен, Герман
Герман Шмихен (нем. Hermann Schmiechen; 22 июля 1855 — c. 1923) — немецкий художник.

## Биография
Герман Шмихен родился в Ноймаркте в Прусской Силезии. В 1872 году поступил в Королевскую академию художеств и ремесел в Бреслау, где учился у Альбрехта Бройера. В 1873 году перешёл в Дюссельдорфскую школу живописи и стал учеником Карла Мюллера и Эдуарда фон Гебхардта, а также был членом ассоциации художников «Malkasten». После учёбы в Дюссельдорфской академии художеств учился в Париже в Академии Жюлиана.
В 1883 году Шмихен, по рекомендации художника Августа Беккера, почти одновременно с Карлом Зоном был приглашён в Англию писать портреты британской аристократии. С 1884 по 1895 год он состоял в Королевской академии художеств.
20 июня 1884, через год после прибытия в Лондон, Шмихен стал членом Теософского общества. За три недели, до 9 июля 1884 года, он нарисовал несколько портретов теософовских махатм, в том числе Кута Хуми и Мории, по заказу главы общества Елены Блаватской.

## Картины
- «Махатма Мориа»
- «Махатма Кут Хуми»
- «Елена Блаватская»

- «Bildnis einer Dame»[K 4] (нем.)
- «Opernsängerin Lillian Nordica», 1878[5][7] (нем.)
- «Princess Victoria of Hesse»[K 5] (англ.)
- «Princess Elizabeth of Hesse»[K 6] (англ.)
- «Princess Mary Adelaide, Duchess of Teck», 1882[K 7] (англ.)
- «Princess Frederica of Hanover, Baroness von Pawel-Rammingen», 1884[K 8] (англ.)
- «Turtelndes Liebespaar am Fenster», 1895[9] (нем.)
- «Dame mit Rosenkorb», 1895[17] (нем.)

## Комментарии
1. ↑  «Painter. Portraits, local figures, genre scenes»[3].
2. ↑  «There are various accounts of the production of the Schmiechen portraits, yet all agree that the works are the result of inspiration»[13].
3. ↑  «Hermann Schmiechen... agreed to take part in a „psychical experiment“ to see if images could be transferred to his mind from those who had seen the Masters»[14].
4. ↑  Ident.Nr. A II 450. «Das undatierte, höchstwahrscheinlich private Bildnis einer jungen Frau, rückseitig „Irmgard“ beschriftet, dürfte noch aus der Düsseldorfer Zeit stammen»[12].
5. ↑  Королевская коллекция, кат. № 624[15].
6. ↑  Королевская коллекция, кат. № 625[15].
7. ↑  Королевская коллекция, кат. № 626[16].
8. ↑  Королевская коллекция, кат. № 627[16].